# Persida Milenković
Persida Milenković (en serbe cyrillique : Персида Миленковић ; née en 1857 à Šabac et morte le 8 février 1943 à Belgrade) était une philanthrope serbe.

## Biographie
Persida Milenković est née à Šabac ; son père s'appelait Nikodije Ćirić et la mère Jelka. La famille s'installa à Belgrade et Nikodije travailla au ministère de la Construction.
Elle eut un fils, Vojislav, qui mourut dans son jeune âge, puis elle se remaria en 1883 à un riche marchand de Belgrade, Rista Milenković.
En 1924, l'église de la Sainte-Trinité, à Kumodraž, a été construite à l'initiative de Persida Milenković, sur le conseil du voïvode Stepa Stepanović (1856-1929), originaire de du quartier. Elle contribua à la fondation du monastère de Senjak, édifié à Belgrade en 1937 et aujourd'hui classé. Avec son mari, elle contribua à la construction du Lycée mathématique de Belgrade (Matematička gimnazija). Elle fit don d'un terrain pour la construction d'un orphelinat et légua par testament ses biens à la Croix rouge. En l'honneur de son action, une rue du quartier de Senjak lui a été dédicacée.
Persida Milenković est morte le 8 février 1943 à Belgrade. Elle a été enterrée au monastère de la Présentation de la Mère-de-Dieu ; assistaient à ses obsèques le métropolite Josif Cvijović, le ministre de l'Éducation Velibor Jonić et le président du gouvernement serbe, le général Milan Nedić.